# Courtice
Courtice est une communauté non incorporée située dans la municipalité de Clarington, dans la municipalité régionale de Durham, dans le Sud de l’Ontario, au Canada.